# Ширак (Шаранта)
Шира́к (фр. Chirac) — коммуна во Франции, находится в регионе Пуату — Шаранта. Департамент — Шаранта. Входит в состав кантона Шабане. Округ коммуны — Конфолан.
Код INSEE коммуны — 16100.

## География
Коммуна расположена приблизительно в 360 км к югу от Парижа, в 80 км южнее Пуатье, в 50 км к северо-востоку от Ангулема.
Коммуна расположена на правом берегу реки Вьенна.

## Население
Население коммуны на 2008 год составляло 706 человек.
| 1962 | 1968 | 1975 | 1982 | 1990 | 1999 | 2008 |
| ---- | ---- | ---- | ---- | ---- | ---- | ---- |
| 691  | 697  | 692  | 730  | 767  | 733  | 706  |

## Администрация
| Период | Период | Фамилия         | Партия                              | Примечания |
| ------ | ------ | --------------- | ----------------------------------- | ---------- |
| 1995   | 2001   | Бернар Жерманьо | Французская коммунистическая партия |            |
| 2001   | 2014   | Жан Сен-Клер    | Французская коммунистическая партия |            |

## Экономика
В 2007 году среди 437 человек в трудоспособном возрасте (15—64 лет) 292 были экономически активными, 145 — неактивными (показатель активности — 66,8 %, в 1999 году было 64,9 %). Из 292 активных работали 280 человек (152 мужчины и 128 женщин), безработных было 12 (5 мужчин и 7 женщин). Среди 145 неактивных 32 человека были учениками или студентами, 49 — пенсионерами, 64 были неактивными по другим причинам.

## Достопримечательности
- Приходская церковь Сен-Пьер
  - Запрестольный образ (ретабло; XVII век). Исторический памятник с 1994 года[3]
  - Запрестольный образ «Освобождение Святого Петра» (XVII век). Размеры — 220×194 см. Исторический памятник с 1941 года[4]
  - Деревянная статуя «Два епископа» (XVIII век). Высота — 120 см. Исторический памятник с 1994 года[5]
- Часовня на кладбище (XIV век). Исторический памятник с 1977 года[6]

## Фотогалерея
- Часовня на кладбище
- Склеп
- Мэрия